# العلاقات الأفغانية التشيكية
العلاقات الأفغانية التشيكية هي العلاقات الثنائية التي تجمع بين أفغانستان والتشيك.

## مقارنة بين البلدين
هذه مقارنة عامة ومرجعية للدولتين:
| وجه المقارنة                                              | أفغانستان                    | التشيك                                                                            |
| --------------------------------------------------------- | ---------------------------- | --------------------------------------------------------------------------------- |
| المساحة (كم2)                                             | 652.23 ألف                   | 78.87 ألف                                                                         |
| عدد السكان (نسمة)                                         | 34.94 مليون                  | 10.52 مليون                                                                       |
| الكثافة السكانية (ن./كم²)                                 | 53.57                        | 133.38                                                                            |
| العاصمة                                                   | كابل                         | براغ                                                                              |
| اللغة الرسمية                                             | اللغة البشتوية، اللغة الدرية | اللغة التشيكية                                                                    |
| العملة                                                    | أفغاني                       | كرونة تشيكية، كرونة تشيكوسلوفاكية                                                 |
| الناتج المحلي الإجمالي (بليون دولار)                      | 20.82 مليار                  | 215.73 مليار                                                                      |
| الناتج المحلي الإجمالي (تعادل القوة الشرائية) بليون دولار | 62.62 مليار                  | 356.15 مليار                                                                      |
| الناتج المحلي الإجمالي الاسمي للفرد دولار أمريكي          | 594                          | 17.55 ألف                                                                         |
| الناتج المحلي الإجمالي للفرد دولار أمريكي                 | 1.93 ألف                     | 31.19 ألف                                                                         |
| مؤشر التنمية البشرية                                      | 0.479                        | 0.878                                                                             |
| رمز المكالمات الدولي                                      | +93                          | +420                                                                              |
| رمز الإنترنت                                              | .af                          | .cz                                                                               |
| المنطقة الزمنية                                           | ت ع م+04:30                  | ت ع م+01:00، ت ع م+02:00، توقيت وسط أوروبا، توقيت وسط أوروبا الصيفي، أوروبا/براغ ‏ |

## منظمات دولية مشتركة
يشترك البلدان في عضوية مجموعة من المنظمات الدولية، منها:
| علم المنظمة | اسم المنظمة                               | تاريخ انضمام أفغانستان | تاريخ انضمام التشيك |
| ----------- | ----------------------------------------- | ---------------------- | ------------------- |
|             | مؤسسة التنمية الدولية                     | 2 فبراير 1961          | 1993                |
|             | مؤسسة التمويل الدولية                     | 23 سبتمبر 1957         | 1993                |
|             | منظمة حظر الأسلحة الكيميائية              | ?                      | ?                   |
|             | الأمم المتحدة                             | 19 نوفمبر 1946         | 19 يناير 1993       |
|             | الاتحاد الدولي للاتصالات                  | 12 أبريل 1928          | 1993                |
|             | منظمة الشرطة الجنائية الدولية             | ?                      | ?                   |
|             | البنك الدولي للإنشاء والتعمير             | 14 يوليو 1995          | 1993                |
|             | الاتحاد البريدي العالمي                   | ?                      | ?                   |
|             | المركز الدولي لتسوية المنازعات الاستشارية | 25 يوليو 1968          | 22 أبريل 1993       |
|             | وكالة ضمان الاستثمار متعدد الأطراف        | 16 يونيو 2003          | 1993                |
|             | يونسكو                                    | 4 مايو 1948            | 22 فبراير 1993      |

## وصلات خارجية
- موقع وزارة الخارجية الأفغانية
- موقع وزارة الخارجية التشيكية